# Spilogona flaviventris
Spilogona flaviventris är en tvåvingeart som beskrevs av Malloch 1931. Spilogona flaviventris ingår i släktet Spilogona och familjen husflugor. Inga underarter finns listade i Catalogue of Life.